# LDS-Konferenzzentrum

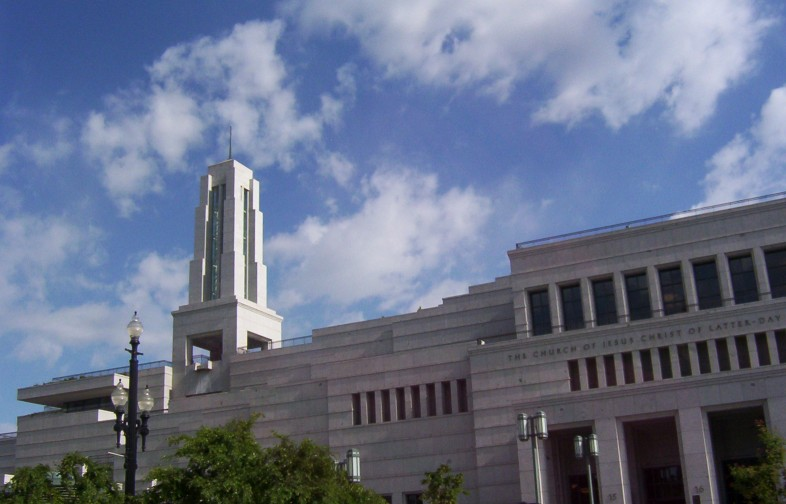
Außenansicht des Konferenzzentrums

Das LDS-Konferenzzentrum (engl. LDS Conference Center) steht am Tempelplatz von Salt Lake City (Utah). Es wurde von der Kirche Jesu Christi der Heiligen der Letzten Tage zwischen dem 24. Juli 1997 (Spatenstich) und dem 8. Oktober 2000 (Weihung) errichtet. Es dient unter anderem als Versammlungsraum für die halbjährlich stattfindenden Generalkonferenzen der Kirche, die auch über Fernsehen, Rundfunk und Internetstreaming übertragen werden.

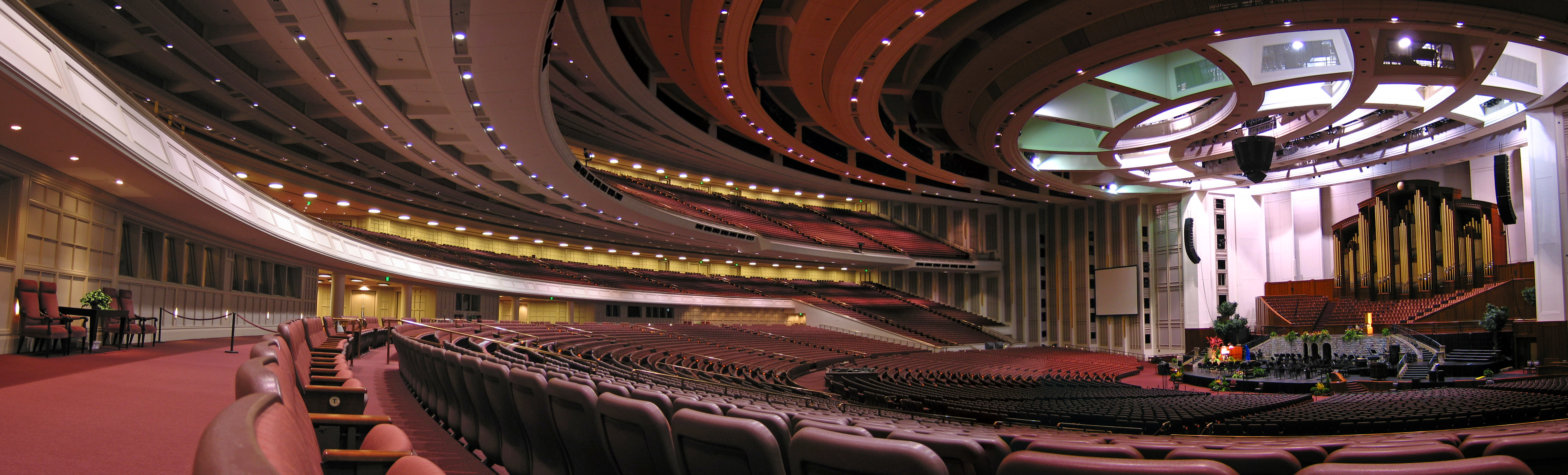
Der Zuhörerraum im LDS-Konferenzzentrum

Es gehört mit 21.000 Sitzplätzen zu den größten religiös genutzten Zuhörerräumen, die sich innerhalb eines Gebäudes befinden. Beeindruckend ist nicht zuletzt der freitragende Balkon im Innenraum, dessen statische Anforderungen nur durch einen Spezialstahl aus Belgien erfüllt werden konnten.
Die Orgel des Konferenzzentrums enthält 7667 Pfeifen. Mit 8 32'-Registern ist sie nach der Boardwalk Hall Orgel, die 9 32'-Register hat, die Orgel mit den zweitmeisten 32'-Registern.
Der gesamte Komplex ist 139.350 m² groß. Es wurden 80.450 km Kabel im Gebäude verlegt.